# Villefranche-sur-Cher
Villefranche-sur-Cher település Franciaországban, Loir-et-Cher megyében. Lakosainak száma 2657 fő (2022. január 1.). Villefranche-sur-Cher La Chapelle-Montmartin, Gièvres, Langon-sur-Cher, Pruniers-en-Sologne, Romorantin-Lanthenay, Saint-Julien-sur-Cher és Villeherviers községekkel határos.

## Népesség
A település népessége az elmúlt években az alábbi módon változott:
| Lakosok száma | 1540 | 2055 | 2298 | 2587 | 2764 | 2731 | 2667 | 2657 | 2647 | 2657 |
|               | 1968 | 1982 | 1990 | 2006 | 2013 | 2015 | 2017 | 2019 | 2020 | 2022 |